# Gabriel González (periodista)
Ismael Gabriel González es un periodista venezolano. En vísperas de las elecciones presidenciales de Venezuela de 2024, González ha sido periodista del equipo de comunicaciones del Comando Venezuela Libre opositor. López fue detenido el 17 de junio de 2024 tras participar en la visita del candidato presidencial Edmundo González en Maiquetía y posteriormente acusado de los delitos de «incitación al odio» y «asociación para delinquir».
Amnistía Internacional declaró que «las denuncias de las detenciones de Gabriel González, Javier Cisneros (liberado), Jeancarlos Rivas, Luis López y Juan Iriarte son consistentes con la política de represión que hemos denunciado desde hace años y nuevamente exigimos su cese inmediato».

## Carrera
Oriundo de Vargas, Gabriel se graduó como periodista de la Universidad Católica Santa Rosa (USCAR), en Caracas. Ha trabajado en el equipo de prensa de María Corina Machado desde 2016, desempeñándose como coordinador nacional de comunicaciones de Vente Joven y, en vísperas de las elecciones presidenciales de Venezuela de 2024, periodista del equipo de comunicaciones del Comando Venezuela Libre opositor, asistiendo y participando en los eventos organizados a nivel nacional.En 2021 trabajó brevemente como asistente de producción en Radio Caracas Radio (RCR). También ha hecho activismo por los derechos de la comunidad LGBT y mantenía mantenía un blog personal donde desde 2020 escribía artículos de opinión sobre la crisis venezolana.

## Detención
Tras participar en la visita el 8 de junio de 2024 del candidato presidencial Edmundo González en Maiquetía, estado Vargas, Gabriel fue detenido el 17 de junio por funcionarios del Servicio Bolivariano de Inteligencia (SEBIN) en la Plaza Altamira de Chacao mientras salía de la sede del partido junto a su compañero Javier Cisneros y al activista juvenil Jeancarlos Rivas. Cisneros fue liberado, pero se mantuvo a González detenido.
Fue presentado a escondidas ante el Tribunal Segundo de Control con competencia en Terrorismo, siendo acusado de los delitos de «incitación al odio» y «asociación para delinquir», junto con Jeancarlos Rivas, Juan Iriarte, de Vente Venezuela; y el también periodista Luis López. Sus abogados y padres esperaron la realización de la audiencia en la sede del tribunal, y les dijeron que el juez y el personal de la corte se habían retirado y que la audiencia había sido diferida. Sin embargo, al regresar a los tribunales, fueron informados de que la audiencia sí fue realizada.González ha sido recluido en El Helicoide, no ha contado con defensa privada y para el 8 de julio no había podido ser visitado por sus padres o abogados.

## Reacciones
La coalición opositora de la Plataforma Unitaria, el candidato presidencial Edmundo González y María Corina Machado, lideresa de Vente Venezuela, rechazaron las detenciones y exigieron la liberación inmediata de los periodistas y dirigentes.Edmundo González específicamente expresó que las detenciones violaban el Acuerdo de Barbados de garantías electorales y declaró que llevarían la denuncia ante instancia internacionales.César Pérez Vivas, ex precandidato presidencial por el partido COPEI, expresó sobre los arrestos que «Es un acto arbitrario que viola los principios democráticos».
Amnistía Internacional declaró que «las denuncias de las detenciones de Gabriel González, Javier Cisneros (liberado), Jeancarlos Rivas, Luis López y Juan Iriarte son consistentes con la política de represión que hemos denunciado desde hace años y nuevamente exigimos su cese inmediato». El subsecretario de Estado para el Hemisferio Occidental de Estados Unidos, Brian Nichols, expresó que «las últimas detenciones y el continuo acoso a miembros de la oposición democrática de Venezuela son hechos muy preocupantes en vísperas de las elecciones presidenciales del 28 de julio. Los candidatos y activistas venezolanos deben poder hacer campaña pacíficamente y sin intimidaciones».